# سودووا ویشنیا
سودووا ویشنیا (به روسی: Судова Вишня) شهری در استان لویو در کشور اوکراین است. جمعیت این شهر ۶,۵۰۴ نفر (۲۰۲۱ تخمینی) است.

## نگارخانه

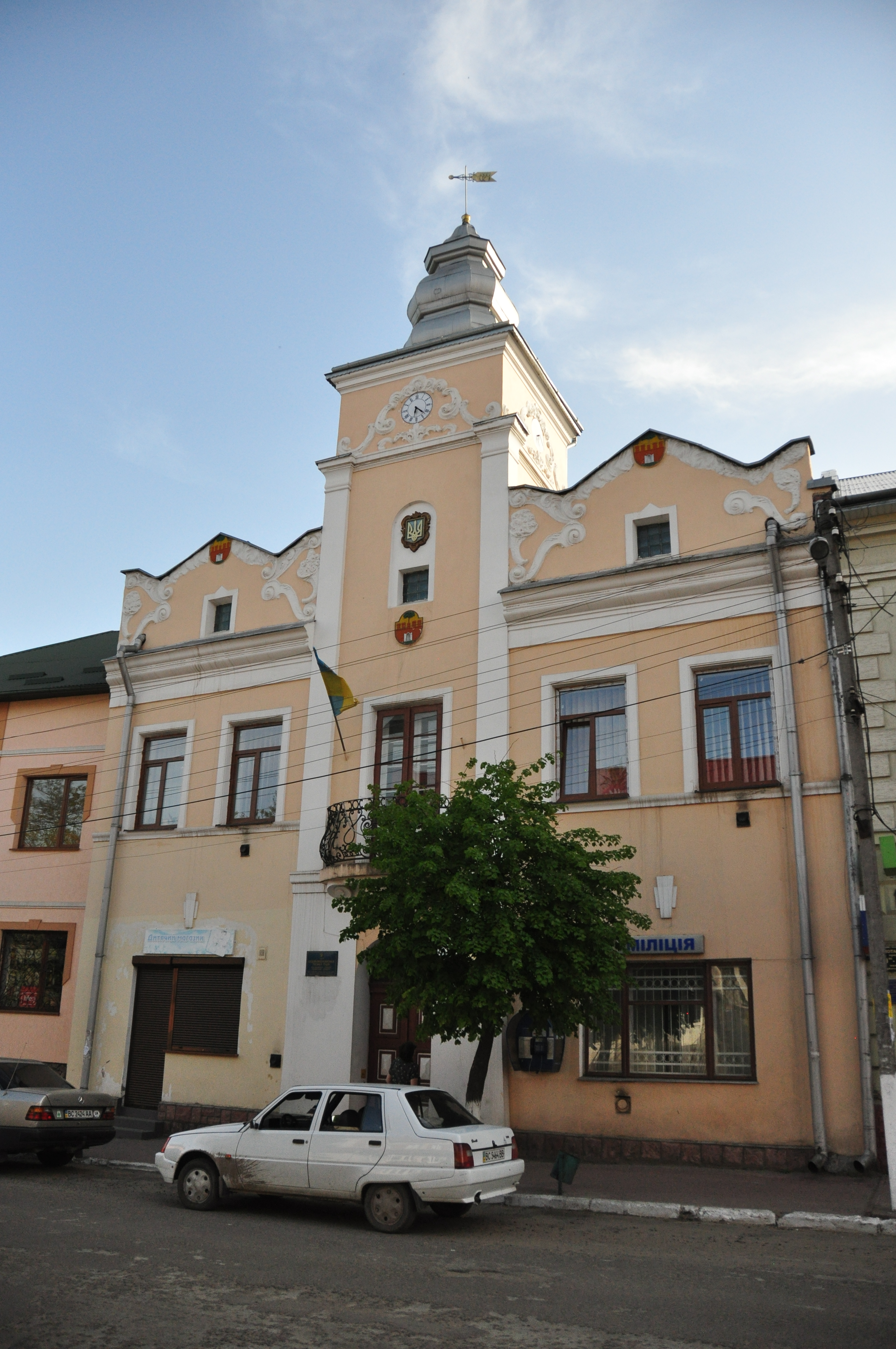
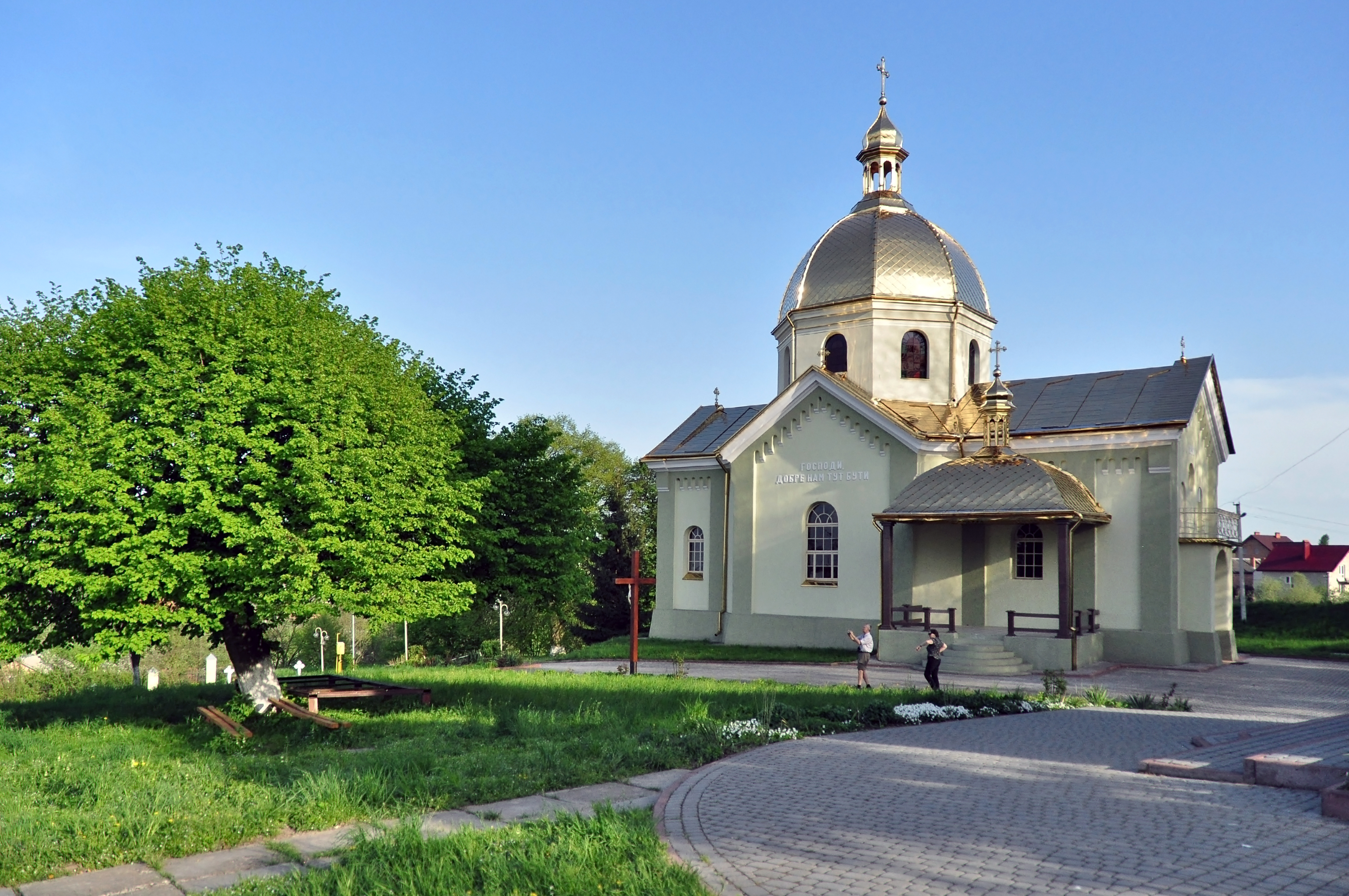
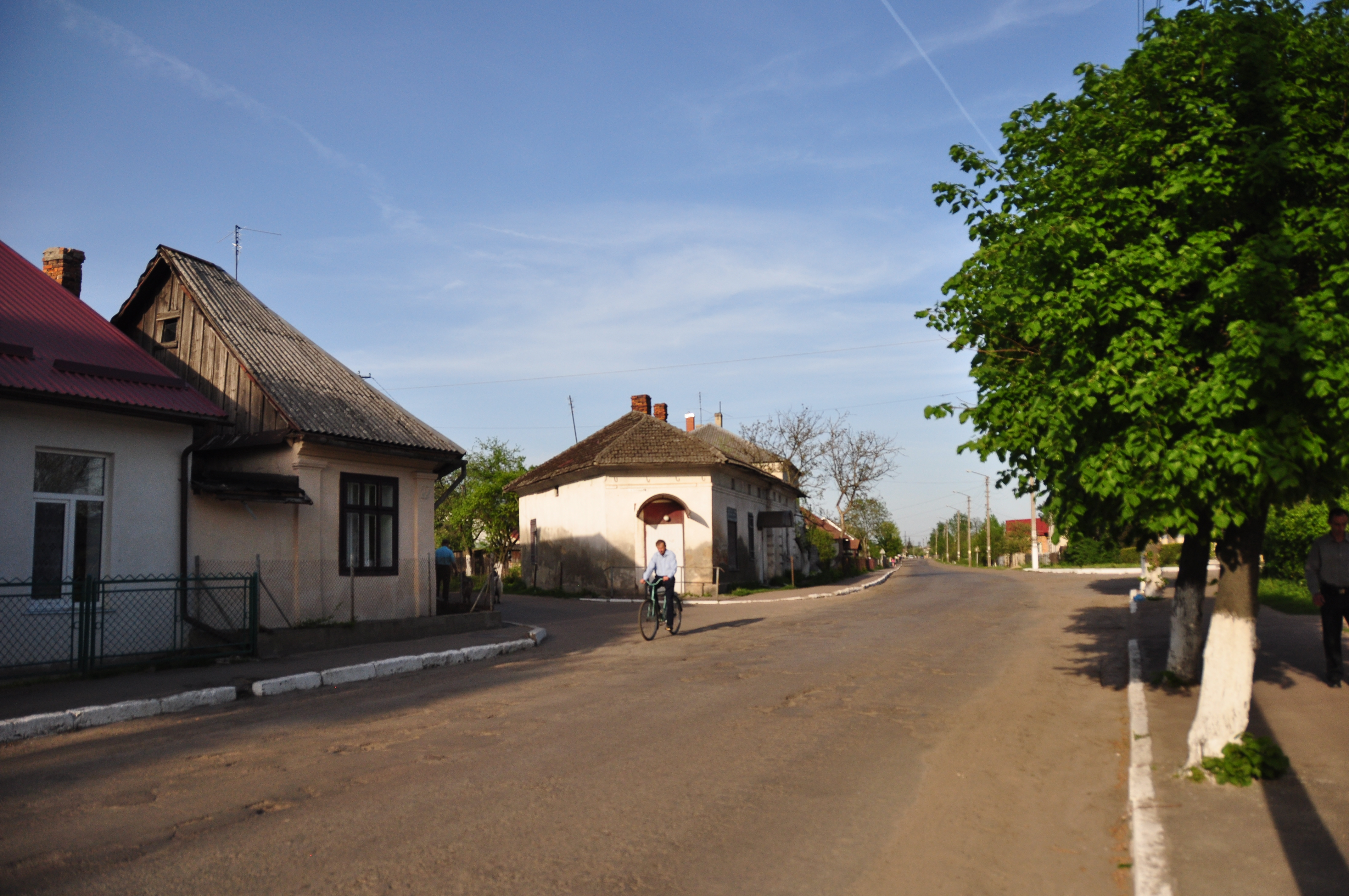
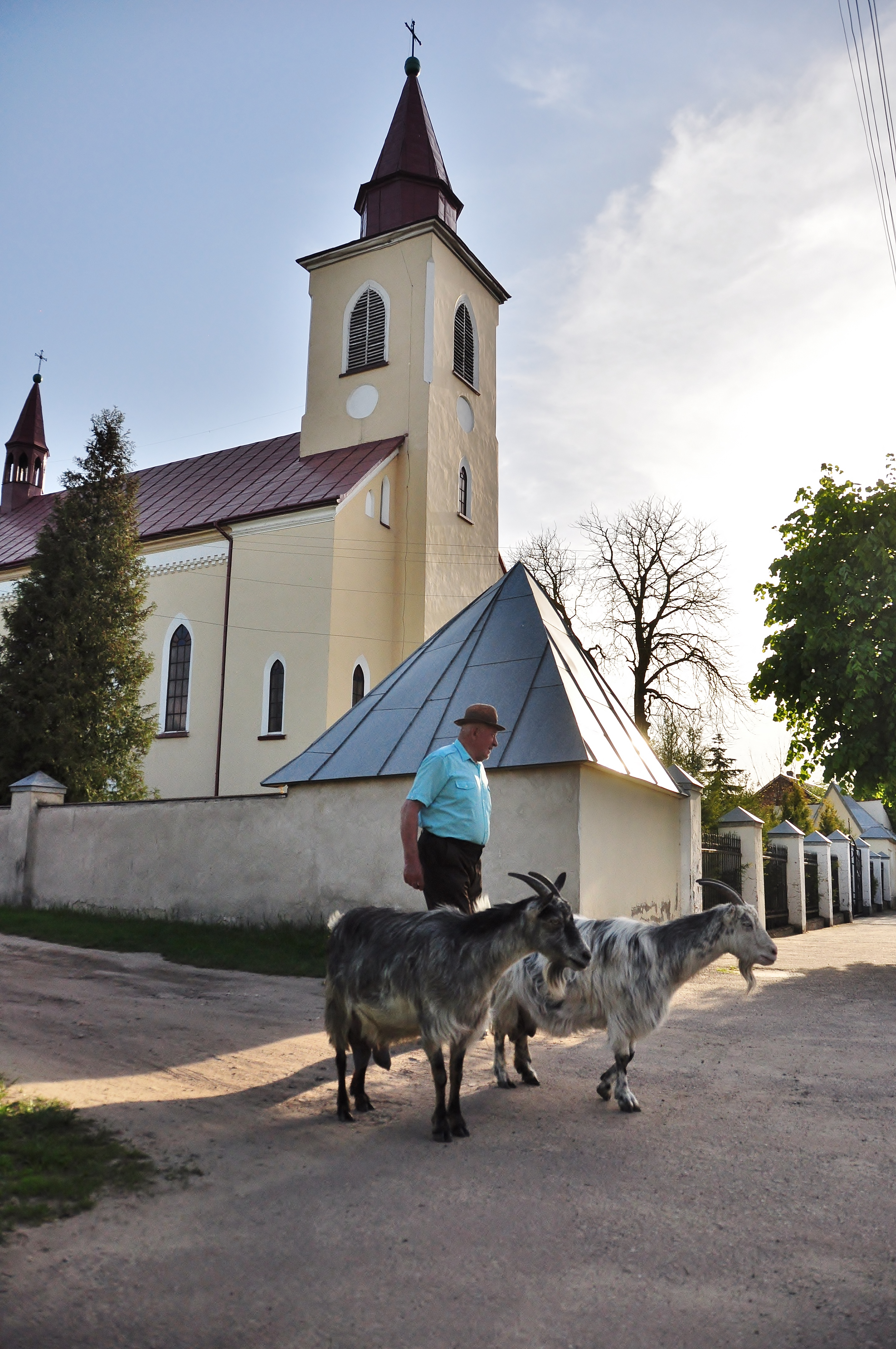